# Národní park Bukit Barisan Selatan
Národní park Bukit Barisan Selatan (indonésky Taman Nasional Bukit Barisan Selatan) se nachází na indonéském ostrově Sumatra v provinciích Lampung, Bengkulu a Jižní Sumatra podél pohoří Bukit Barisan. Jeho celková rozloha je asi 3 568 km2, v průměru je pouze 45 kilometrů široký, ale 350 km dlouhý. Je pokryt horskými, nížinnými tropickými a pobřežními lesy, jsou zde i porosty mangrovníků. Nejvyšším bodem je Gunung Pulung (1 964 metrů).
Park je společně s Národním parkem Kerinci Seblat a Gunung Leuser součástí světového dědictví UNESCO Tropical Rainforest Heritage of Sumatra.

## Flóra a fauna
V parku rostou například palmy druhu Nypa fruticans, přesličník přesličkolistý (Casuarina equisetifolia), nejstejnokřídlec Anisoptera curtisii, druh Gonystylus bancanus, dále kuželovníky (Sonneratia), pandány (Pandanus), rostliny shorea (Shorea) či dvojkřídláče (Dipterocarpus). Vyskytují se zde rovněž velké květiny jako raflézie Arnoldova (Rafflesia arnoldii), zmijovec titánský (Amorphophallus titanum) či největší orchidej Grammatophyllum speciosum.
V parku žije řada ohrožených savců, jako například slon sumaterský (v parku žije čtvrtina celé populace), 17–24 kriticky ohrožených nosorožců sumaterských (Dicerorhinus sumatrensis), králící krátkouší (Nesolagus netscheri), o kterých je doposud známo jen málo informací, či přibližně 40 dospělých tygrů sumaterských (Panthera tigris sumatrae), což je asi desetina celého poddruhu. Dalšími savci je například tapír čabrakový (Tapirus indicus), siamang (Symphalangus syndactylus), hulman černochocholatý (Presbytis melalophos), medvěd malajský (Helarctos malayanus) nebo kančil jávský (Tragulus kanchil). Park obývá přes 300 druhů ptáků včetně kriticky ohrožené kukačky zelené (Carpococcyx viridis).

## Ochrana a ohrožení
Poprvé se oblasti dostalo ochrany od vlády Nizozemské východní Indie, když zde v roce 1935 vyhlásila chráněnou rezervaci. Od roku 1982 je národním parkem.
Od 70. let 20. století se v parku začala objevovat řada nelegálních osadníků. Během let 1972 až 2006 bylo nelegálním zemědělstvím ztraceno 63 000 ha lesa, což byla asi jeho pětina. Světový fond na ochranu přírody zjistil, že se na pěstování kávy využívá asi 450 km2 parku, proto spolupracuje s nadnárodními koncerny zpracovávajícími kávu, aby jim pomohl vyhnout se nákupu nelegálně vypěstované kávy.